# Joseph Maull
Joseph Maull (* 6. September 1781 in Lewes, Delaware; † 3. Mai 1846 ebenda) war ein US-amerikanischer Politiker und im Jahr 1846 Gouverneur des Bundesstaates Delaware.

## Werdegang
Nach der Grundschule studierte Maull Medizin. Neben seinen politischen Aktivitäten war er als Arzt tätig. Zwischen 1817 und 1846 war er mit Unterbrechungen Mitglied des Senats von Delaware. Maull war ursprünglich Mitglied der Föderalistischen Partei; nach deren Auflösung schloss er sich der neuen Whig Party an. 1831 war er Mitglied der Kommission, die die Staatsverfassung von Delaware überarbeitete; 1846 war er Präsident des Staatssenats, als am 2. März der amtierende Gouverneur Thomas Stockton starb. Entsprechend der Staatsverfassung musste Maull als Senatspräsident dessen Amt übernehmen.
Allerdings konnte er das Amt nicht lange bekleiden; er starb am 3. Mai desselben Jahres als siebter Gouverneur von Delaware im Amt. In dieser Zeit war Maull ein Gegner der Expansionspolitik von Präsident James K. Polk. Sein Amt wurde von seinem Nachfolger als Senatspräsident, William Temple, übernommen. Joseph Maull war zweimal verheiratet und hatte zwei Kinder.